# 떡 하나 주면 안 잡아먹지
《떡 하나 주면 안 잡아먹지》는 2001년 7월 13일에 MBC에서 방영한 베스트극장이다.

## 등장 인물

### 주요 인물
- 임호 : 이치국 역

### 주변 인물
- 심양홍 : 이사 역
- 이희도 : 부장 역
- 정한헌 : 최한석 역
- 손종범
- 윤유선
- 이지선
- 유승봉
- 정명환

### 그 외 인물
- 김승현
- 오정석
- 강상구
- 김명현
- 정이래
- 송재윤
- 송성희
- 한미진
- 조명진
- 이재우 (아역)